# Долина Итрии
Долина Итрии (итал. Valle d'Itria) — является частью территории Апулии центра трансграничного метрополитенского (столичного) города Бари и провинции Бриндизи и Таранто. Территория долины совпадает с южной частью плато Мурж: строго говоря, это карстовая впадина, которая простирается между городами Локоротондо, Чистернино и Мартина-Франка. Основными особенностями долины являются труллы — типичные и эксклюзивные конусообразные каменные жилища, фермы и сельский ландшафт в целом характеризуются высоким использованием местного камня, используемого для строительства сухих каменных стен (без применения строительного раствора, методом сухой кладки) и ярко-красной почвы, характерной для южной Апулии. «Долина» — неточный термин, потому что в Долине Итрии нет типичной конформации долин горных районов: это просто депрессия из-за карстовых явлений.

## География
Долина Итрии совпадает с южной частью плато Мурж. Долина также известна как «Долина труллов» (итал. Valle dei Trulli), она простирается между провинциями Бари, Таранто и Бриндизи, в дополнение к муниципалитетам Локоротондо, Мартина-Франка и Чистернино, небольшие части Долины Итрии также попадают в муниципалитеты Альберобелло, Остуни и Челье-Мессапика. Мартина-Франка — муниципалитет с самой большой высотой (431 метр над уровнем моря) и с самым большим количеством жителей (около 50 000 человек) в Долине Итрии, ближайшей и лучше всего связанной столицей провинции является Таранто. Расстояние не более 45 км от каждого муниципалитета.

## Флора и фауна
Флора состоит из лесных массивов и средиземноморского кустарника маквис, чередующихся с многочисленными виноградниками, из которых получается высококачественное белое вино, в том числе Locorotondo DOC и Martina Franca DOC, и древними оливковыми рощами, из которых производится оливковое масло. Здесь расположены соответствующие охраняемые природные территории, такие как Лес Пьянель в Мартина-Франка и Сельва-ди-Фазано между городами Локоротондо и Фазано.
Фауна характеризуется наличием таких животных, как: зайцы, лисы, ежи, птицы зарянка, соколы и различные совы (сыч, ушастая сова, сплюшка и сипуха). Также присутствуют: кабаны, дикобразы, дикие кошки, белки и лани. Многочисленные виды проходящих перелётных птиц, такие как: белые аисты, журавли, кряквы и скворцы. Возможные наблюдения волков.

## История
Название «Долина Итрии», вероятно, происходит от восточного культа отцов-василийцев Мадонны Одегитрии (итал. Madonna Odegitria; то есть Девы Марии, показавшей путь), покровителя путников, которые основали монашеское место, используя естественное убежище прямо в Долине Итрии, где была найдена фреска с изображением Мадонны Одегитрии. Над руинами этого средневекового культового сооружения, расположенного в Мартина-Франка, в 1545 году был построен монастырь капуцинов, который в настоящее время является туристической достопримечательностью.

### Истоки
Многочисленные археологические объекты, такие как: Пецца Петроса, Грот Фаскиасквата, Грот Монтескотано, Кастеллана-Гротте, Вилла-Кастелли, Кастелланета, Мазелли[какой?], Малая Иберния (итал. Ibernia piccola), Карпери (итал. Carperi), гора Алессио (итал. monte d'Alessio), гора Ле Ферголь (итал. le Fergole) и Фигаццано (итал. Figazzano) возле Чистернино, Кайли (итал. Kailia) возле Челье-Мессапика, Спеккия Тарантина в Мартина-Франка свидетельствуют о присутствии человека на территории с бронзового века и основание колоний мессапы затем включены великогреческая Таранто и, наконец, слились в территорию Регион 2, Апулия и Калабрия и другая территория Римской империи, которая видела важный порт в древнем римском городе Эгнация.
Долина Итрии была, вероятно, уже заселена в палеолитический период (III тысячелетие до н. э.). Террасное холмистое плато, богатое лесами, пастбищами и дичью, несомненно, привлекало первобытных жителей. Археологические находки в районах Грофолео, Бадесса, Монте-дель-Форно и других предполагают, что Долина была определённо заселена уже в заключительном бронзовом веке (конец второго тысячелетия) общинами япиги и мессапичей. В IV—III веке до н. э. влияние Рима в первую очередь было на Таранто, затем, на всей территории он почувствовал себя сильным, чтобы позднее объединиться с подразделением агро в центурию и его солдатами, ветеранами стольких сражений. Под римской юрисдикцией увеличилось виноградарство, выращивание зерновых и селекция. В имперский период Бриндизи и Эгнации стали значительными торговыми портами в ущерб Таранто, а благодаря строительству Аппии и Минуции-Траяны, которые исключили его из наиболее заметных коммуникационных маршрутов, социальное и экономическое значение Долины Итрии стало неумолимо исчезать.

### Средневековье
Вдоль оврагов находятся различные каменные поселения высокого средневекового происхождения (V—XX века), когда регион переживал период войны и политической и экономической неопределённости и неоднократно подвергался нападениям со стороны иностранного населения (сначала готы, затем лангобарды и сарацины). Период политически сложен: Ломбардское королевство со столицей в Беневенто сталкивается с Византийской империей, а Бари — арабский эмират, начиная с 883 года н. э. Традиционно набеги готов готовятся к оставлению Эгнации и её последних событий. Этап жизни продолжается до X—XV века, эпохи, к которой относятся последние находки керамики. Впоследствии некоторые семьи в последующие века спорадически расселялись в камерных гробницах, адаптировались и расширялись для этой цели. Затем это явление остановилось сосредоточением жителей на Монополи и Фазано. Отказ от Эгнация был медленным и прогрессивным, город стал использоваться исключительно как карьер для повторного использования строительных материалов для строительства в вышеупомянутых городах. Рядом с Челье-Мессапикой, Остуни и Вилла-Кастелли находятся остатки византийских извести (известные как итал. Paretone dei greci — греческие паретоны), а также ряд зеркал, мест прицеливания и цитаделей для защиты территории. Период оцепенения продолжался до V века н. э., когда ведомый и напуганный варварскими полчищами (готами), вторгшимися в амфитеатр Тарантино и Адриатическое побережье, скромными группами византийцев, сбежали от массовых убийств, набегов и эпидемий пришли укрыться на непроницаемой, но безопасной Мургии. Возможно, именно тогда беженцы, вынужденные приспосабливаться к новой жизни, причём не городскому, а сельскому, постепенно развивали новую экономическую реальность, создавая самые первые ядра аграрных общин, которые с небольшими средствами, таким упорством и большой работой создали предпосылки для конституции типичной крестьянской цивилизации Мургии.

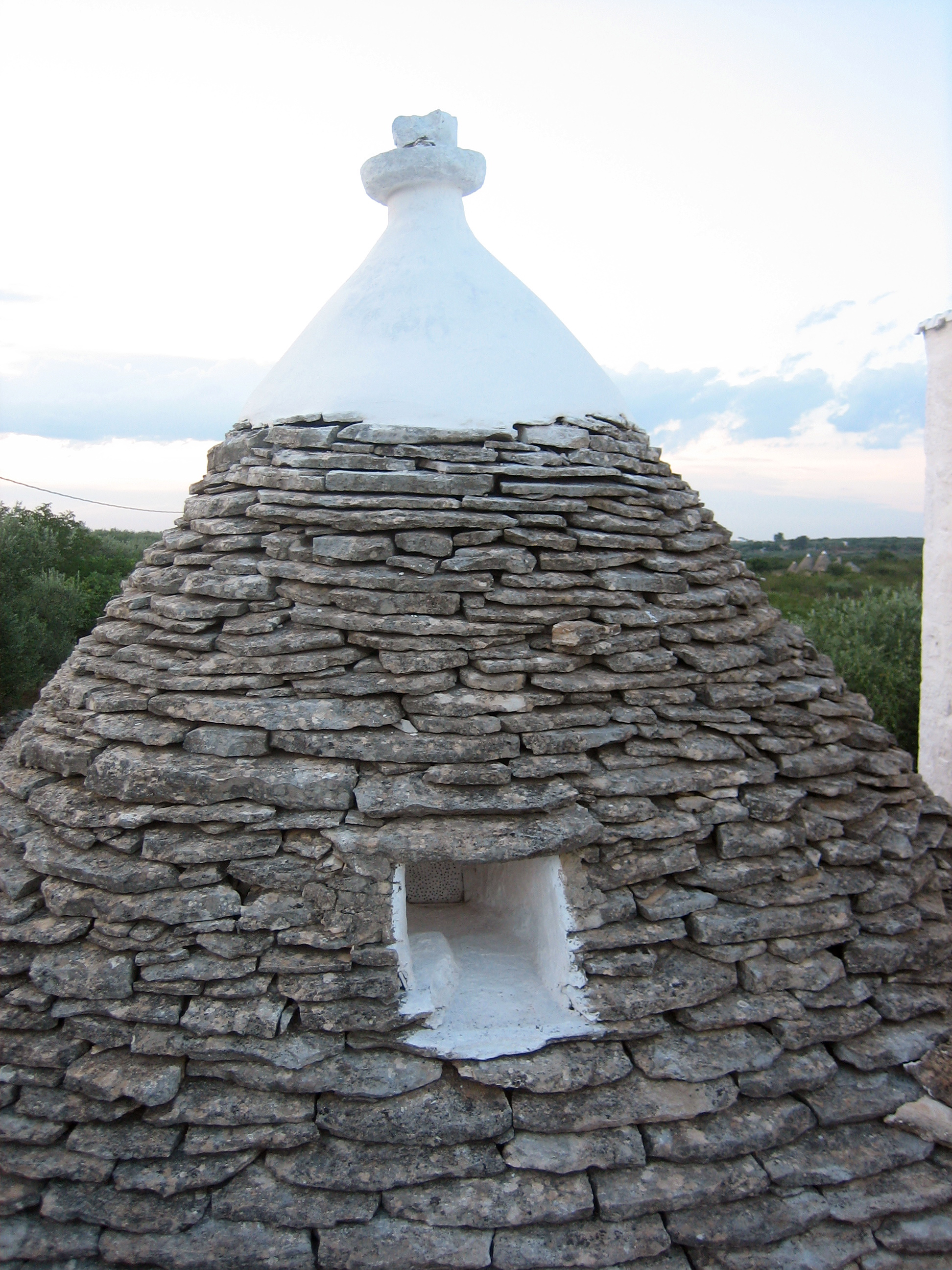
Конусообразная кровля трулла

С доминированием ломбардов (VI—VII в.) примитивные аграрные ядра были объединены; в этой организационной системе, довольно закрытой, примерно в VIII—IX веках появилось новаторское культурное дыхание василианского монашества, которое принесло определённое культурное и религиозное обновление статическому консорциуму Долины Итрии с новыми сельскохозяйственными методами. Инновационный восточный ветер улучшил режим вивенди населения Муржа, поощряя прежде всего сельское хозяйство и скотоводство с созданием первых ферм (Финка рустика; итал. masserie} от поздн. лат. massa — «набор средств, земли»), экономические обмены и отношения также извлекли выгоду из этого общения. Последовали различные войны на побережьях с вторжениями сарацинов, лангобардов и византийцев: с этого периода произошло разрушение Бриндизи (838), Бари (847) и, наконец, Таранто (928), что заставило большие группы прибрежного населения укрыться на лесистой Мургии. С этим демографическим вкладом были восстановлены самые старые населённые центры и созданы новые, из которых первый Казали[какой?] был восстановлен в следующие столетия.
В XIV веке Мартина-Франка была избрана муниципалитетом по приказу принца Таранто, Филиппа I Тарентского. На руинах средневекового культового сооружения Одигитрии Богородицы в 1545 году был построен монастырь капуцинов (итал. Convento dei Cappuccini), который в настоящее время является туристической достопримечательностью. Мартина вместе с Вилла-Кастелли принадлежала семье Орсини Даль Бальцо. У каждого фермерского дома на протяжении веков была своя история, отличная от истории соседних ферм. Однако влияние Княжества Таранто и церковного и феодального мира было ясно видно в замках, в больших церквях, в Герцогском дворце Мартина Франка.

### Современный век
С административной точки зрения муниципалитеты Долины Итрии были включены в провинцию Терра Бари (Локоротондо, Чистернино и Альберобелло) и в Терра Отранто (Мартина-Франка, Остуни и Челье-Мессапика).
Экономика долгое время основывалась на скотоводстве и сельском хозяйстве, вращающемся вокруг небольших замков, укреплённых ферм и деревень вдоль маршрутов отгонного скотоводства, что важно для размножения и коммерческой деятельности с перемещением стад из Абруцци в Салентина через плато Мурж. Это явление происходило осенью по древним маршрутам, называемым следами овец и повозок, во время которых в муниципалитетах проходили ярмарки сильного экономического сдвига.
В XIX веке долина Итрии была местом разбоев до и после войны. С 12 января 1818 года на территории Ли Кастелли (итал. Li Castelli) священник-грабитель Чиро Аннанчиарико основатель «культовой секты» и пропагандист «Республики Саленто», первый революционер кольца «Европейская Республика», разоружил фузилёров (стрелков), отправившихся в Остуни.
В Лесу Пьянель Мартина-Франка знаменитый разбойник Кармине Крокко, сбежавший из Бриндизи, нашёл убежище. Между Остуни, Челье-Мессапика и Чистернино шла распродажа карбонара, которая изготовлялась во время Рисорджименто Доменико Терметрио Чистернино и частью Молодой Италии. Во время этих движений Остуни стал первым городом в Апулии, который поднял итальянский флаг.
Долина Итрии была заселена небольшими еврейскими группами, полностью интегрированными в социальную структуру до Второй мировой войны, расовые законы фашистского периода почти полностью стерли еврейские общины долины.

## Туризм и еда и вино

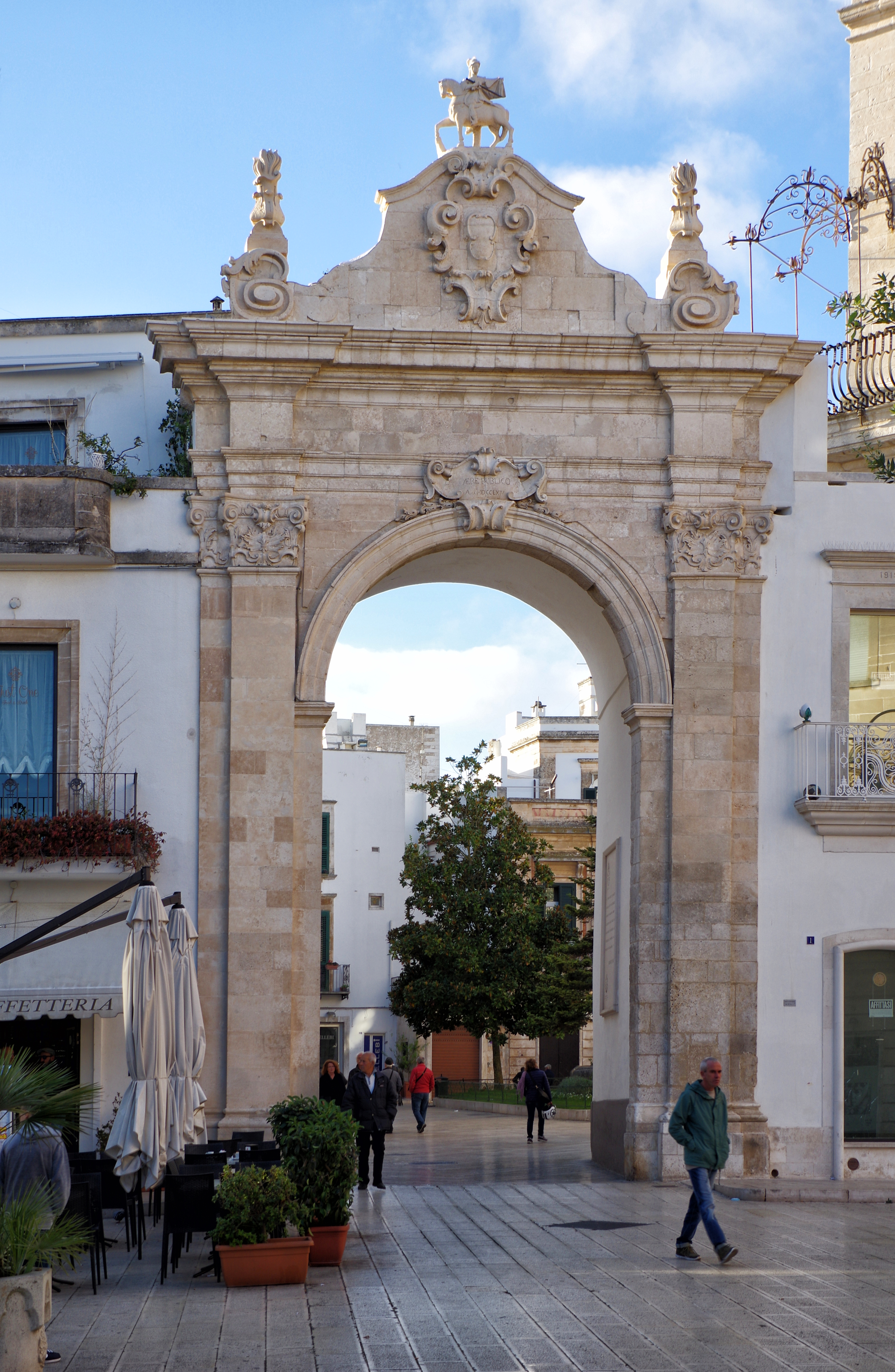
Вход в исторический центр Мартина-Франка, арка Санто-Стефано

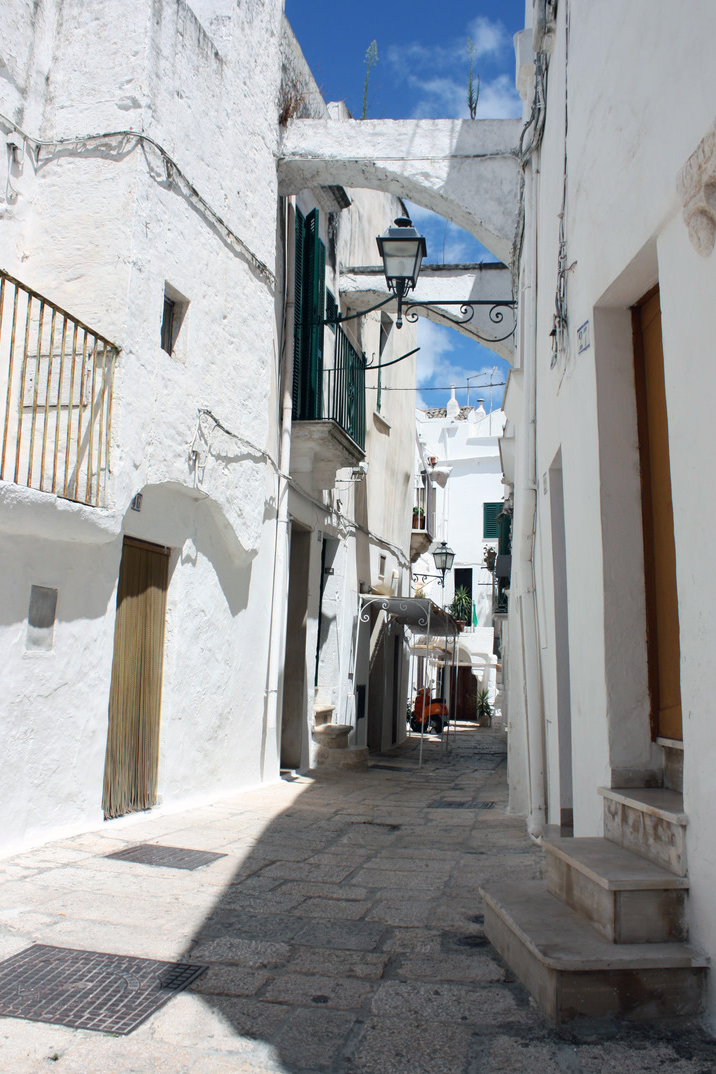
Вид на исторический центр Чистернино

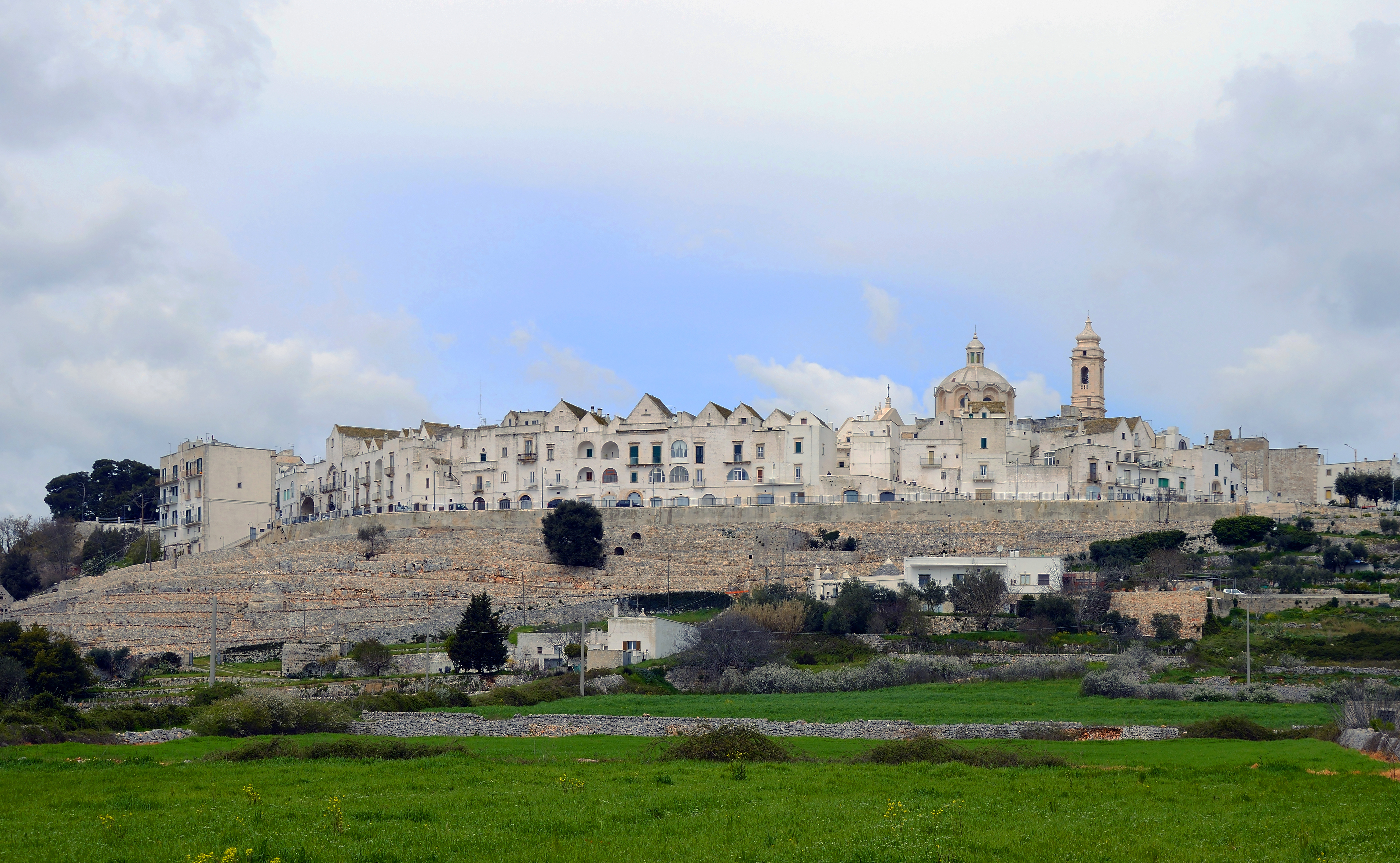
Вид на Локоротондо с характерными домами под названием «лами» (lamie)

В настоящее время Долина Итрии является одним из самых посещаемых туристических районов Италии. Природные, архитектурные и ландшафтные красоты этой части «труллов Муржа» (итал. Murgia dei Trulli) делают её одним из основных направлений международного туризма. Всё это оправдывает высокое наличие жилых и гастрономических заведений, а также многочисленные мероприятия в течение года. Основные туристические достопримечательности:
- исторические центры, характеризуемые аллеями и узкими улочками, запутанными и вымощенными типичным Кьянче, побеленными домами и характерными цветущими балконами, церквями и памятниками разных эпох. Уникальным в своём роде является обширный исторический центр Мартина-Франка, где типичные элементы исторических центров города смешиваются с барокко, создавая элегантный и художественный контекст с великими шедеврами искусства, такими как базилика Сан-Мартино и его соборная церковь, аркады и хорошо проработанные арки. Небольшой исторический центр Чистернино, с другой стороны, имеет более деревенский и крестьянский облик и входит в число 100 самых красивых деревень Италии. Исторический центр Локоротондо вместо этого здесь представлены характерные дома с покатой крышей, покрытой чианкарелли[итал.] — плитами из известняка, называемым куммерсе (итал. cummerse), чаще встречающегося в этом муниципалитете, чем в соседних, и «лунгомаре» (итал. lungomare) или панорамной прогулке с видом на живописную долину.
- крупные агломераты труллы;
- фермы;
- типичная еда и вино в этом районе; хорошо известно и ценно мясо долины Итрии, популярные блюда — гнамаредди[итал.] и капоколло из Мартина-Франка. Винами DOC являются марки Locorotondo[итал.] и Martina Franca[итал.];
- природные и лесные массивы.

## События и праздники
- Фестиваль Долины Итрии[англ.] в Мартина-Франка;
- Патрональный праздник Георгия Победоносца в Локоротондо — проходит 21, 22, 23 и 24 апреля;
- День Покровителя в Мартина-Франка — первое воскресенье после 4 июля и 11 ноября;
- Патрональный фестиваль в Сан-Квирико в Чистернино — проходит в первые дни августа;
- Патрональный праздник святого Антония Падуанского в Челье-Мессапика — проходит 12, 13, 14 июня;
- Патрональный праздник Сан-Рокко в Локоротондо и Челье-Мессапика — проходит в дни 14, 15, 16 и 17 августа;
- Фестиваль Локуса — фестиваль 2001 года рождения, с различными музыкальными концертами в Локоротондо в течение лета национальными и международными артистами;
- Жиронда (итал. La Ghironda) — традиционный фестиваль с популярной музыкой и местными стендами еды и вина, маршрут движения лежит между Мартина-Франка, Локоротондо, Челье-Мессапика и Гротталье;
- Фестиваль еды в Челье — проходит, как правило, в первую неделю августа.

## Диалект
Несмотря на административное разделение между провинциями Бари, Таранто и Бриндизи, Долина Итрии представляет собой замечательную культурную и антропогенную однородность (распространение населённого пункта, разбросанного по сельской местности, почти полностью отсутствующего в остальной части Южной Италии), что также отражается на диалекте. Несмотря на небольшие различия между городом и деревней, диалект Мартина-Франка, Локоротондо, Чистернино и Альберобелло относится к матрице северных апулийских диалектов юго-восточного Бари. Чельес, на котором говорят в Челье-Мессапика, и остунис, на котором говорят в Остуни, являются частью апулийской переходной группы саленто.

## Территории города, входящие в район Долины Итрии

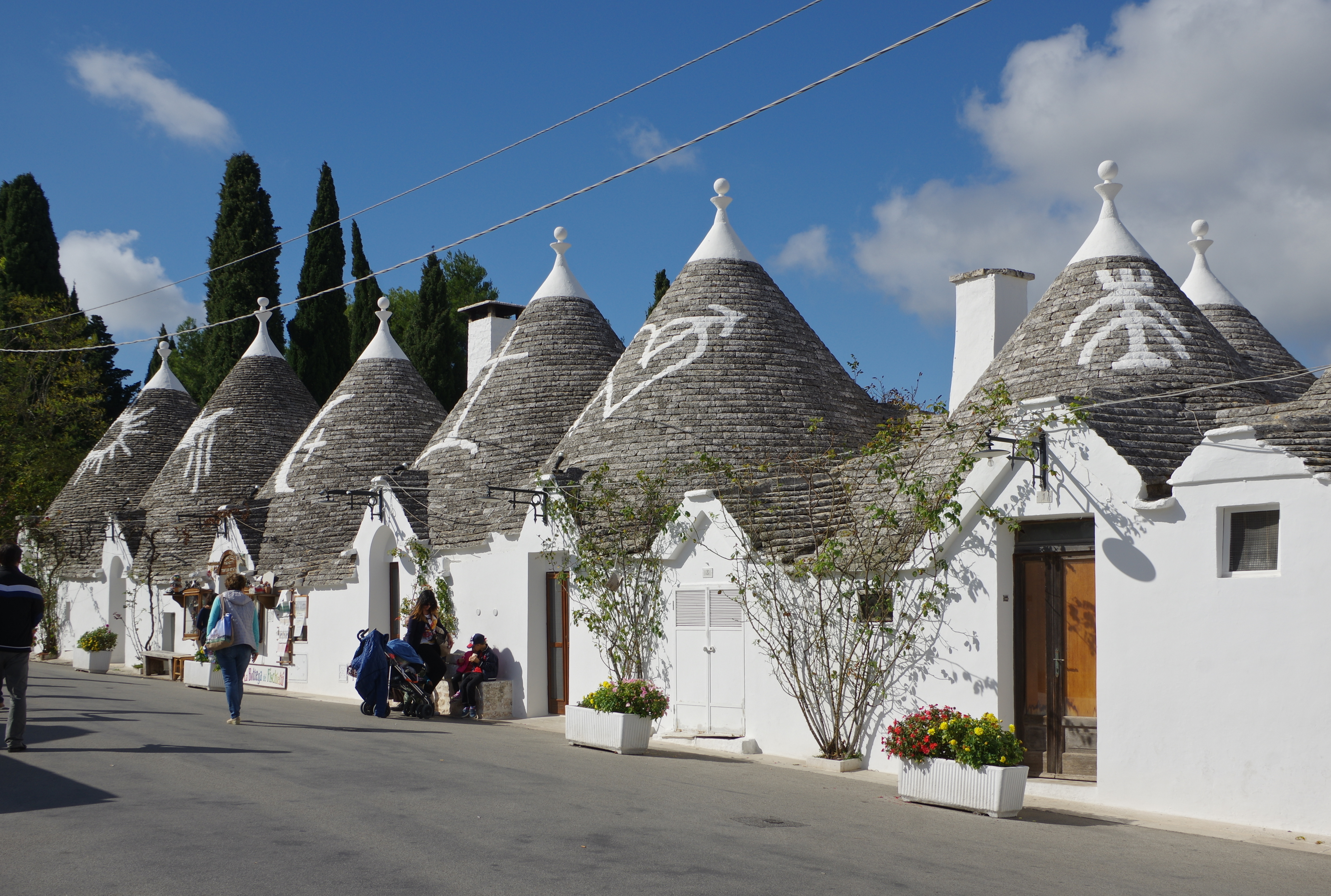
Труллы Альберобелло

- В провинции Бари:
  - Альберобелло
  - Локоротондо
  - Ночи
- В провинции Бриндизи:
- Челье-Мессапика
  - Чистернино
  - Фазано
  - Остуни
  - Вилла-Кастелли
- В провинции Таранто:
  - Мартина-Франка

## Климат
Климат прохладный. Средняя температура составляет 16° С; самый тёплый месяц — июль, 28 °C; температура января 6 °C. Среднее количество осадков составляет 798 мм в год. Ноябрь дождливый, выпадает осадков 144 мм, в августе 15 мм.

## Галерея

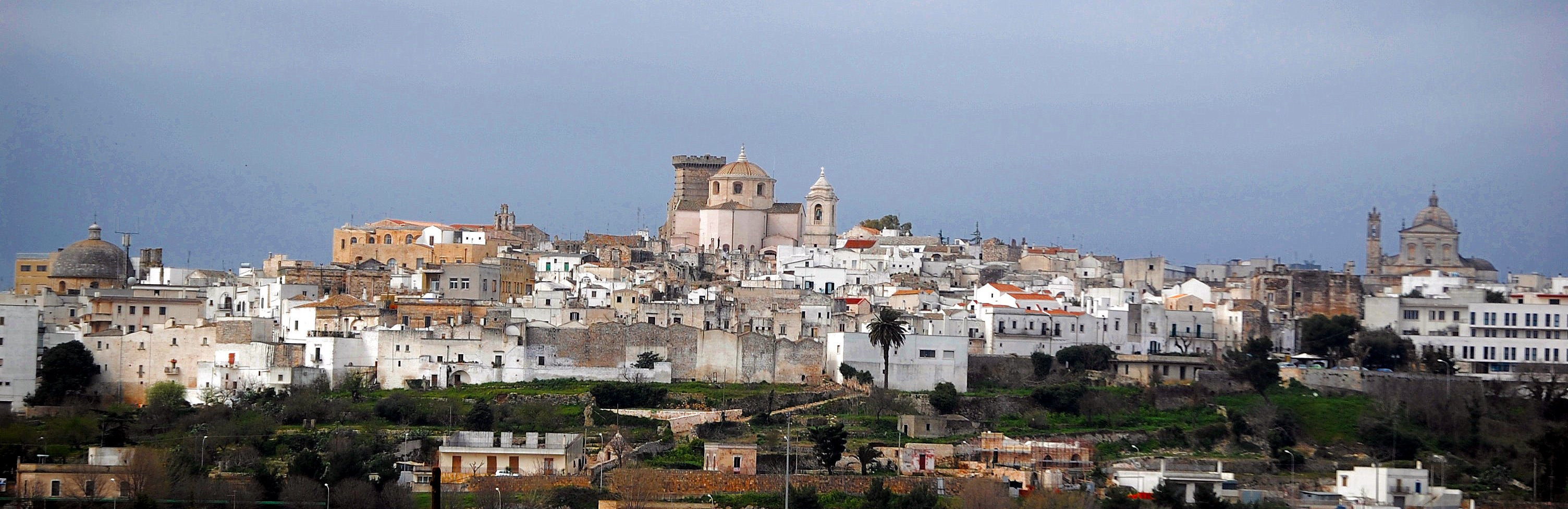
Обзор Челье-Мессапика
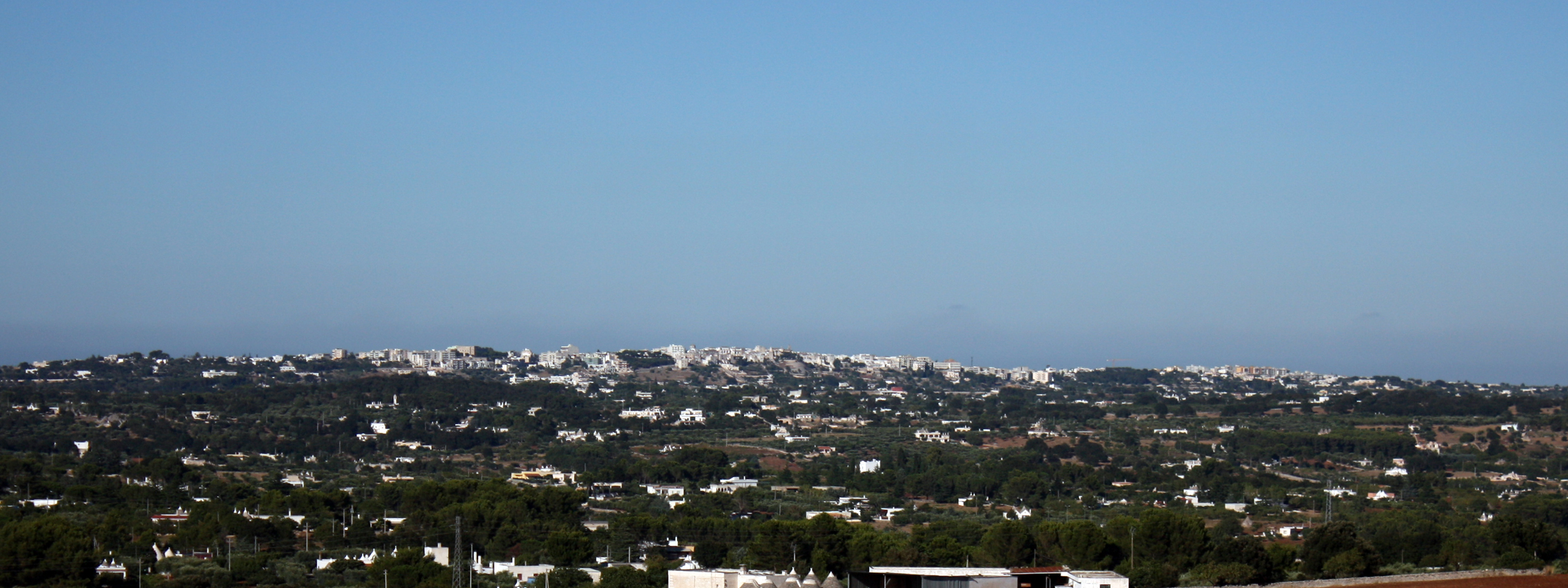
Город Чистернино у Мартина-Франка
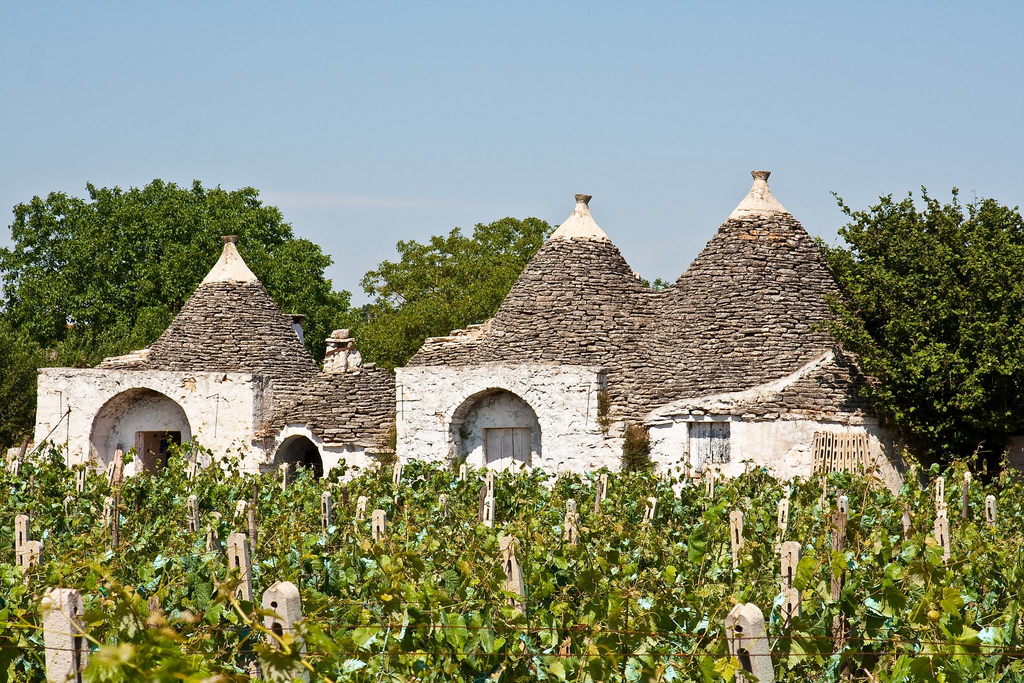
Труллы среди виноградников
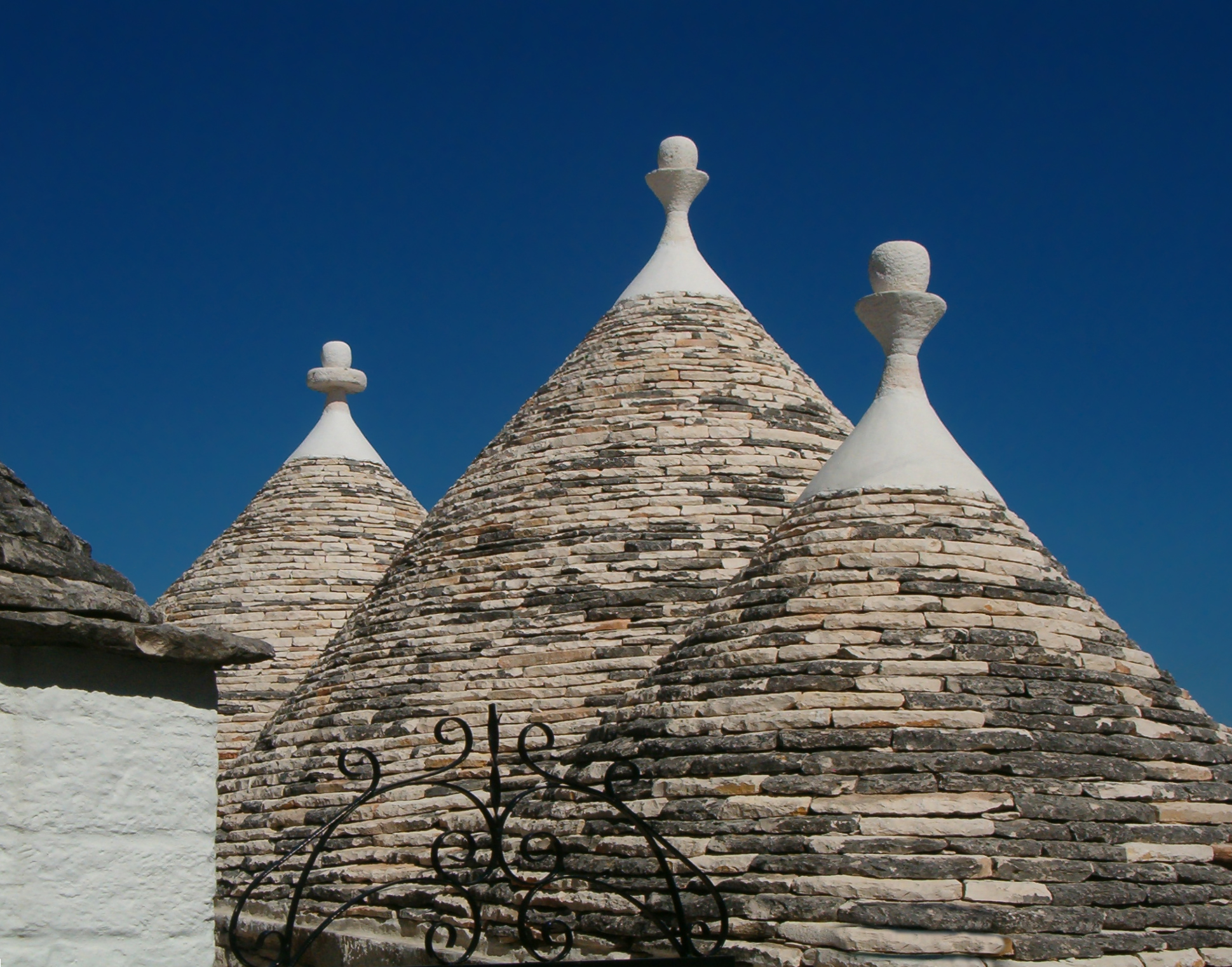
Типичные конические структуры труллов
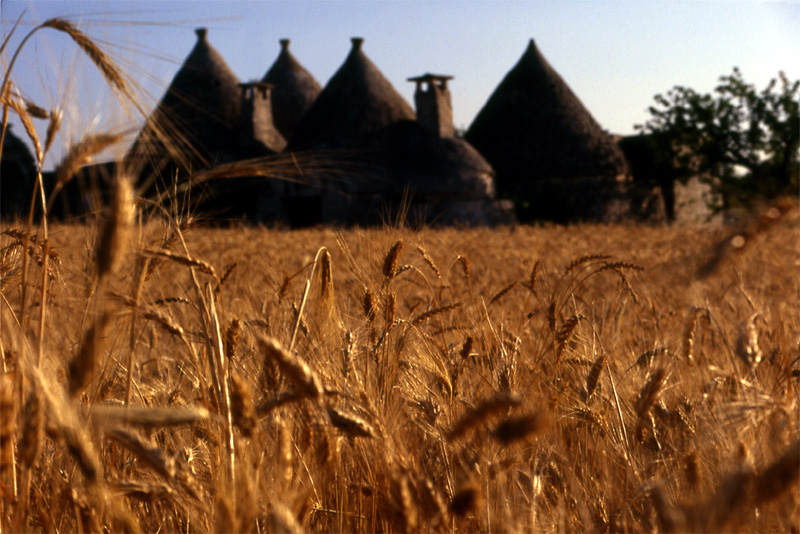
Труллы возле Мартина-Франка среди пшеничных полей
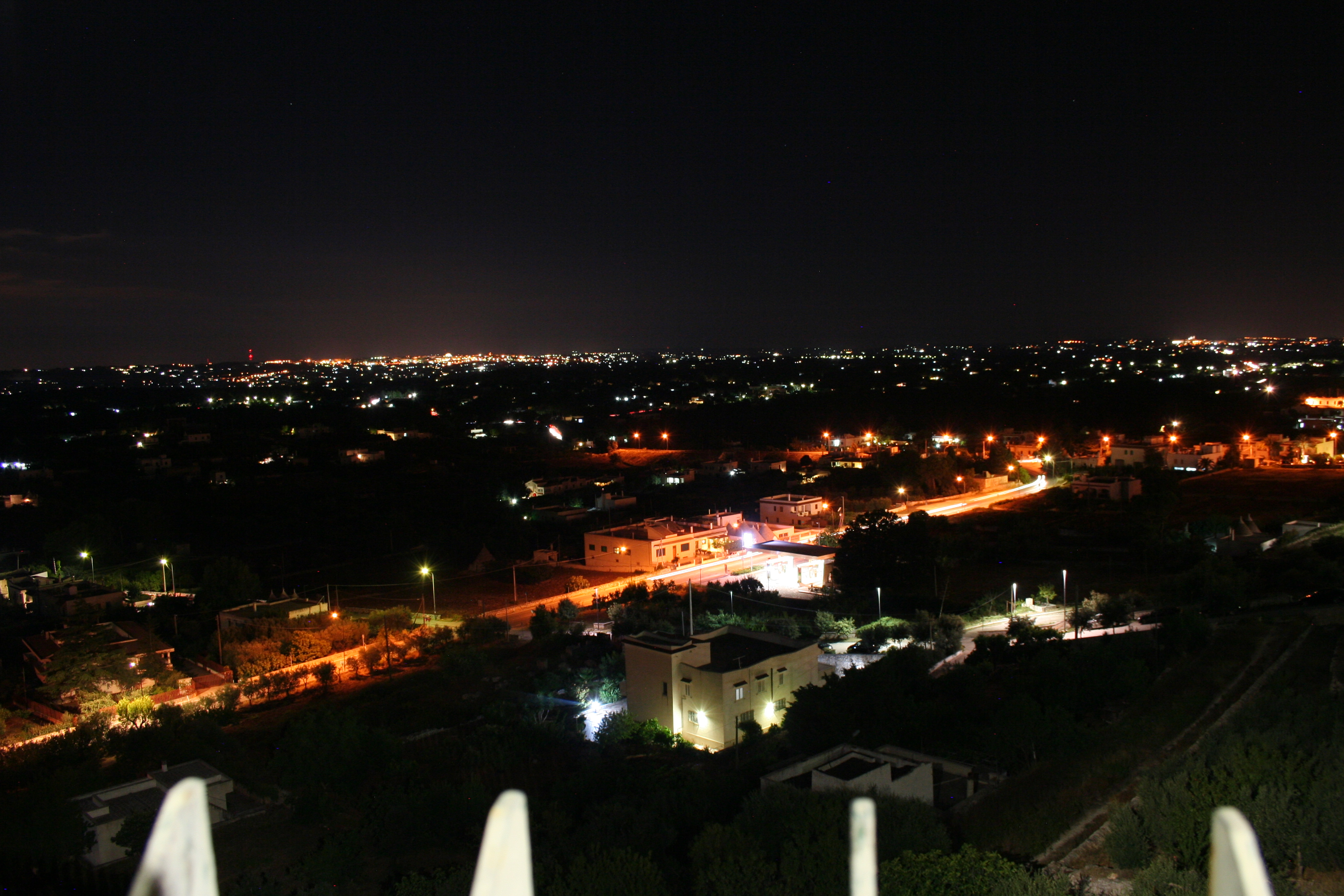
Долина Итрии ночью от площади Гарибальди до Чистернино
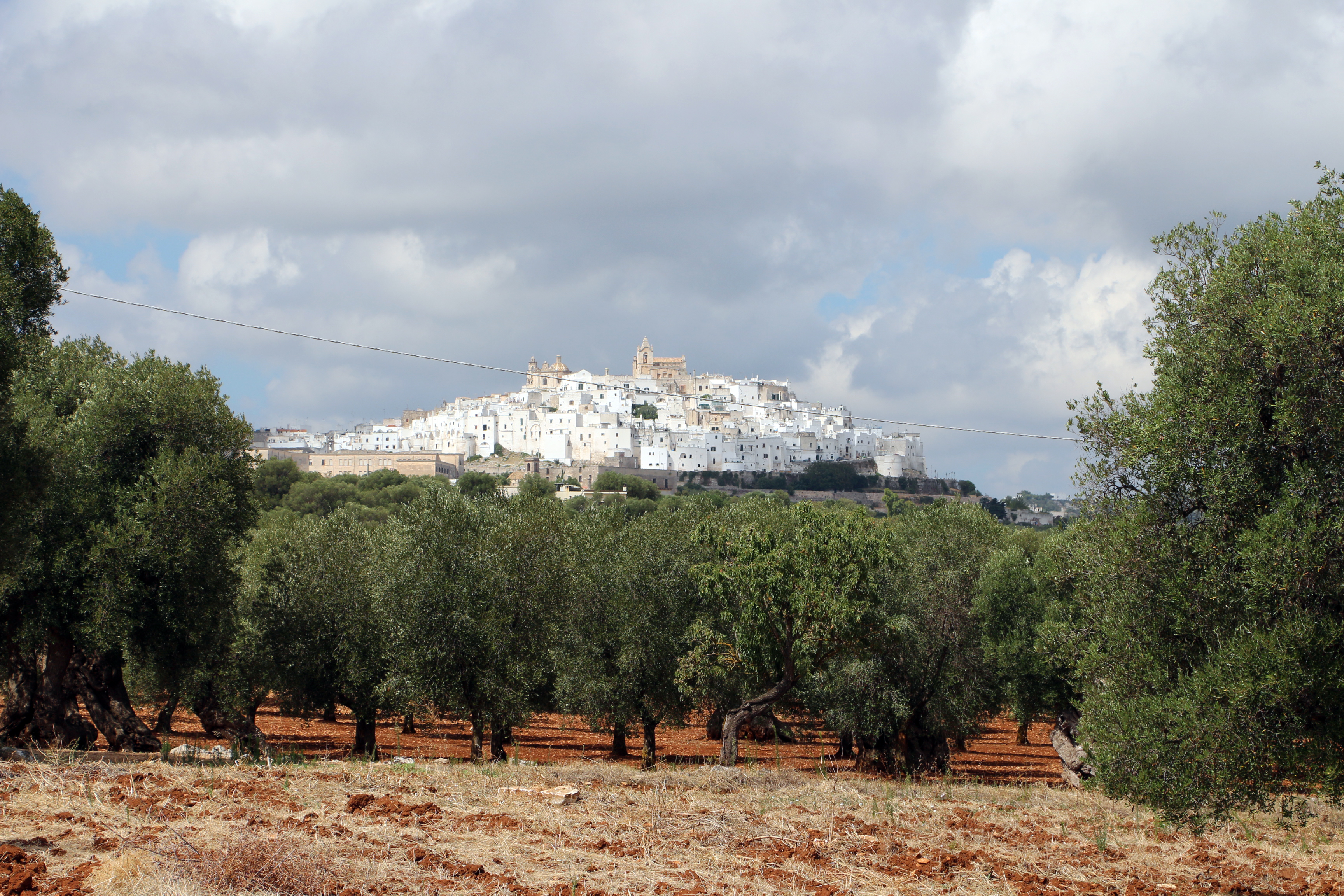
Вид Остуни